# ازرو
ازرو یکی از شهرهای کشور مراکش است.